# Hotel Bristol (Wien)
Koordinaten: 48° 12′ 9,8″ N, 16° 22′ 12,3″ O

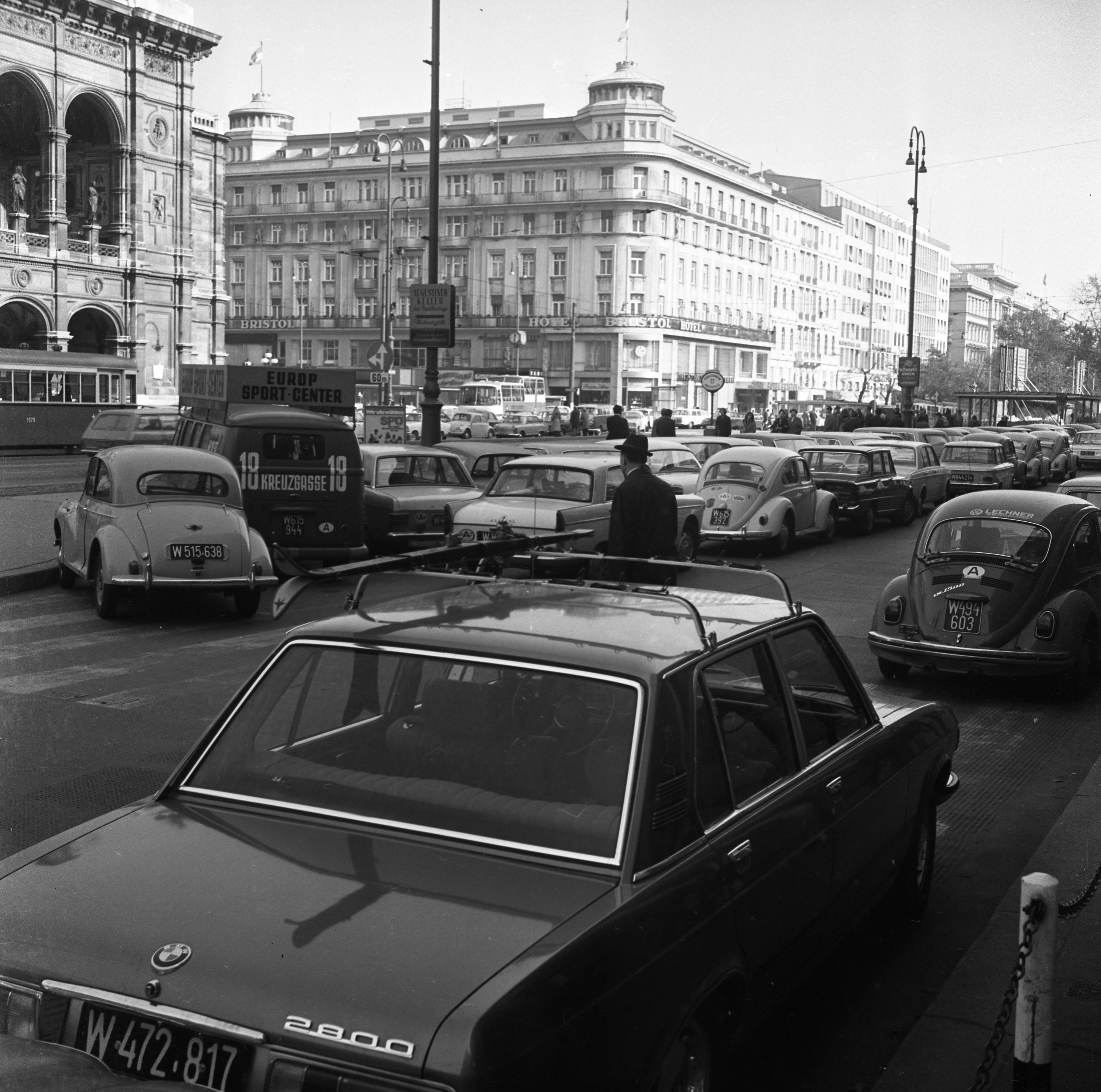
Hotel Bristol rechts, Wiener Staatsoper links (1971)

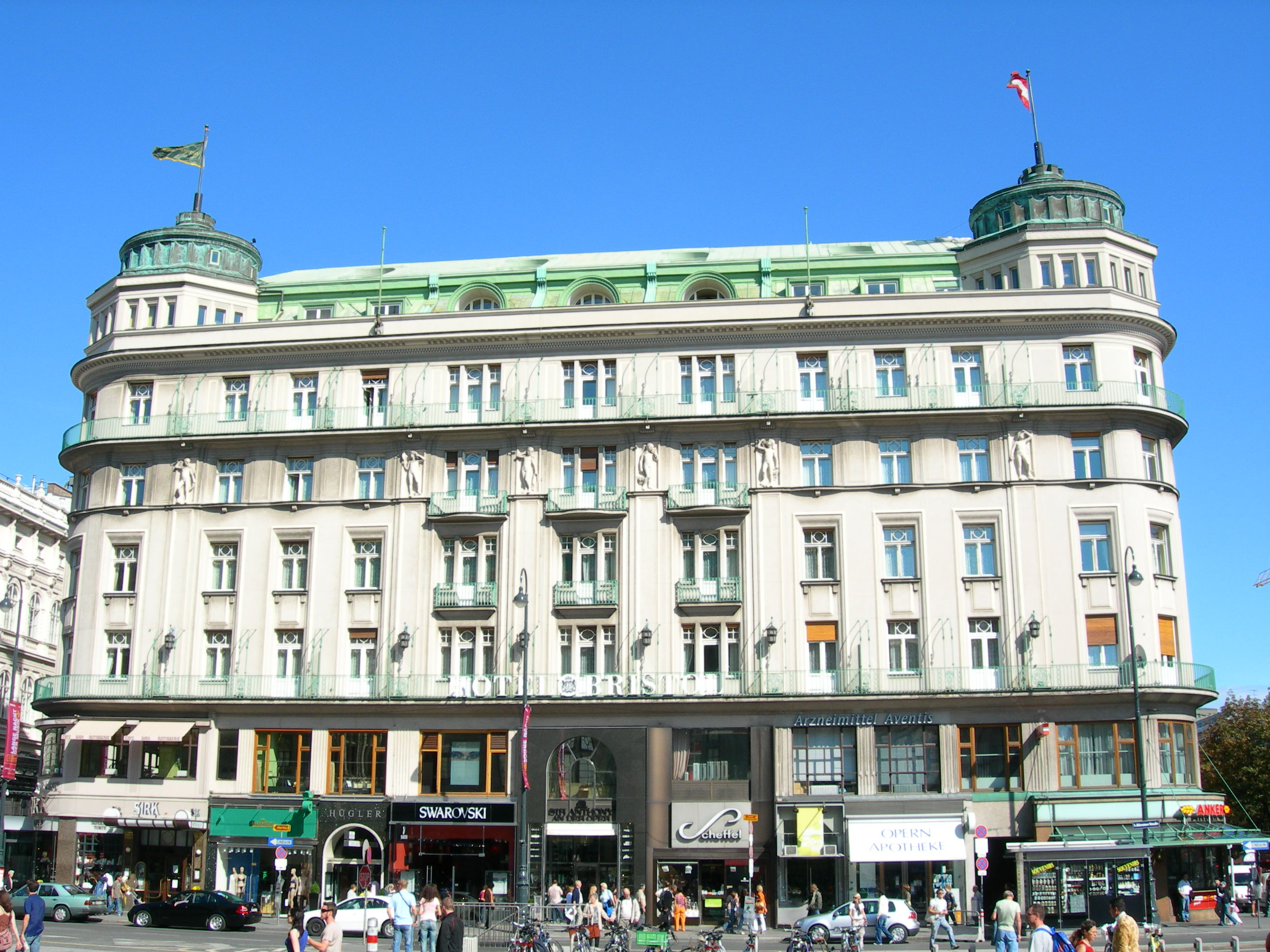
Hotel Bristol

Das Hotel Bristol ist ein Grandhotel in Wien an der Ringstraße neben der Wiener Staatsoper. Es wurde am 26. Juni 1892 als Hotel am Ring eröffnet, befindet sich im Eigentum der Sacher-Gruppe und wird von Marriott International geführt.

## Hotel
Das Hotel hat 127 Zimmer und 23 Suiten sowie das Restaurant Bristol Lounge, eine Bar und einen Konferenz- und Bankettbereich mit fünf Sälen für bis zu 350 Personen.
Alle öffentliche Räume des Hotels stehen unter Denkmalschutz (Listeneintrag). Der Art-Deco-Stil ist ein tragendes Element.
Zu den Gästen gehörten Juan Carlos, Theodore Roosevelt, Leonard Bernstein, Giacomo Puccini, Paul McCartney und Catherine Deneuve.

## Geschichte
Der Hotelbetrieb begann 1892 in einem 1863 von Ludwig Förster erbauten Wohnhaus. 1898 kam nach dem Erwerb des Nachbarhauses von den Architekten Emil Bressler und Gustav Wittrisch umgebaut. 1913 wurde nach dem Kauf weiterer Nachbarhäuser zu einem erneuten Umbau von Wilhelm Schallinger; erhalten blieben bis heute das Treppenhaus und die ovale Halle.
1907 hat der damalige Küchendirektor Richard Hering das noch heute in der 25. Auflage vertriebene Buch „Herings Lexikon der Küche“ im Selbstverlag veröffentlicht. Es ist das umfangreichste Lexikon der Welt.
Nach dem „Anschluss“ im März 1938 wurden die jüdischen Mitglieder des Verwaltungsrates der Hotel Bristol AG aus dem Handelsregister gelöscht. Das Aktienpaket von Samuel Schallinger, Vizepräsident des Verwaltungsrates der Hotel Bristol AG, wurde von der Gestapo beschlagnahmt. Die neuen Verwaltungsräte wurden die NSDAP-Mitglieder Ernst Hoffmann, Hermann Klimpfinger, Günther Rustler und Friedrich von Schoeller. Schallinger wurde 1942 im KZ Theresienstadt ermordet. Das Hotel war arisiert. Nach 1945 erhielt die Tochter Schallingers den Aktienanteil ihres Vaters im Rahmen eines Vergleichs im Sinne des Dritten Rückstellungsgesetzes zurückerstattet und verkaufte ihn kurz darauf.
Das Stammhaus wurde während des Zweiten Weltkriegs zerstört. Nach dem Zweiten Weltkrieg wurde das Hotel während der Zeit der Alliierten Besatzung (1945–1955) durch das Zonenabkommen von den USA besetzt und war von 1951 bis 1955 Sitz des amerikanischen Hochkommissars. Nach dem Abzug der Besatzer wurden der Festsaal im Souterrain und der ovale Biedermeiersalon durch den Architekten Otto Mayr neu gestaltet.
Seit 2011 ist das Hotel im Eigentum der Hotel-Sacher-Gruppe. Seitdem wird das Hotel unter Leitung des französischen Innenarchitekten Pierre-Yves Rochon schrittweise modernisiert.